# Mayil Gadimov
Mayil Yusif oghlu Gedimov (1962 - 3 de dezembro de 1982) foi um militar azerbaijano do Exército Vermelho soviético que morreu ao afastar um carro em chamas durante um incêndio, sendo celebrado como um herói mártir na sua cidade no Azerbaijão.
Ele recebeu postumamente a Ordem da Estrela Vermelha.

## Biografia
Mayil Gedimov nasceu em 1962, em uma família da classe trabalhadora na aldeia de Sahlaba, no distrito de Mirbashir (Tártaro) na República Socialista do Azerbaijão. Em 1980, concluiu o curso completo de "Frutas e Verduras" na escola e adquiriu a especialidade de agrônomo. Em 1981, ele completou o curso de condução de 6 meses da escola técnica de construção profissional do distrito de Aghdam, em Khachin.
Mayil foi convocado para o serviço militar em maio de 1981. Ele prestou serviço militar na unidade militar número 09356 no distrito de Akhalkalaki, na Geórgia, URSS. Enquanto cumpria seu dever militar, foi heroicamente martirizado em 3 de dezembro de 1982, ao salvar um regimento inteiro de um incêndio ao afastar um carro em chamas da área.

## Morte e condecoração
Por seu heroísmo, Mayil Gadimov foi condecorado postumamente com a Ordem da Estrela Vermelha em 31 de agosto de 1983 pelo Presidium do Soviete Supremo da URSS sob a ordem nº 9912-X, em homenagem à escola onde estudou.

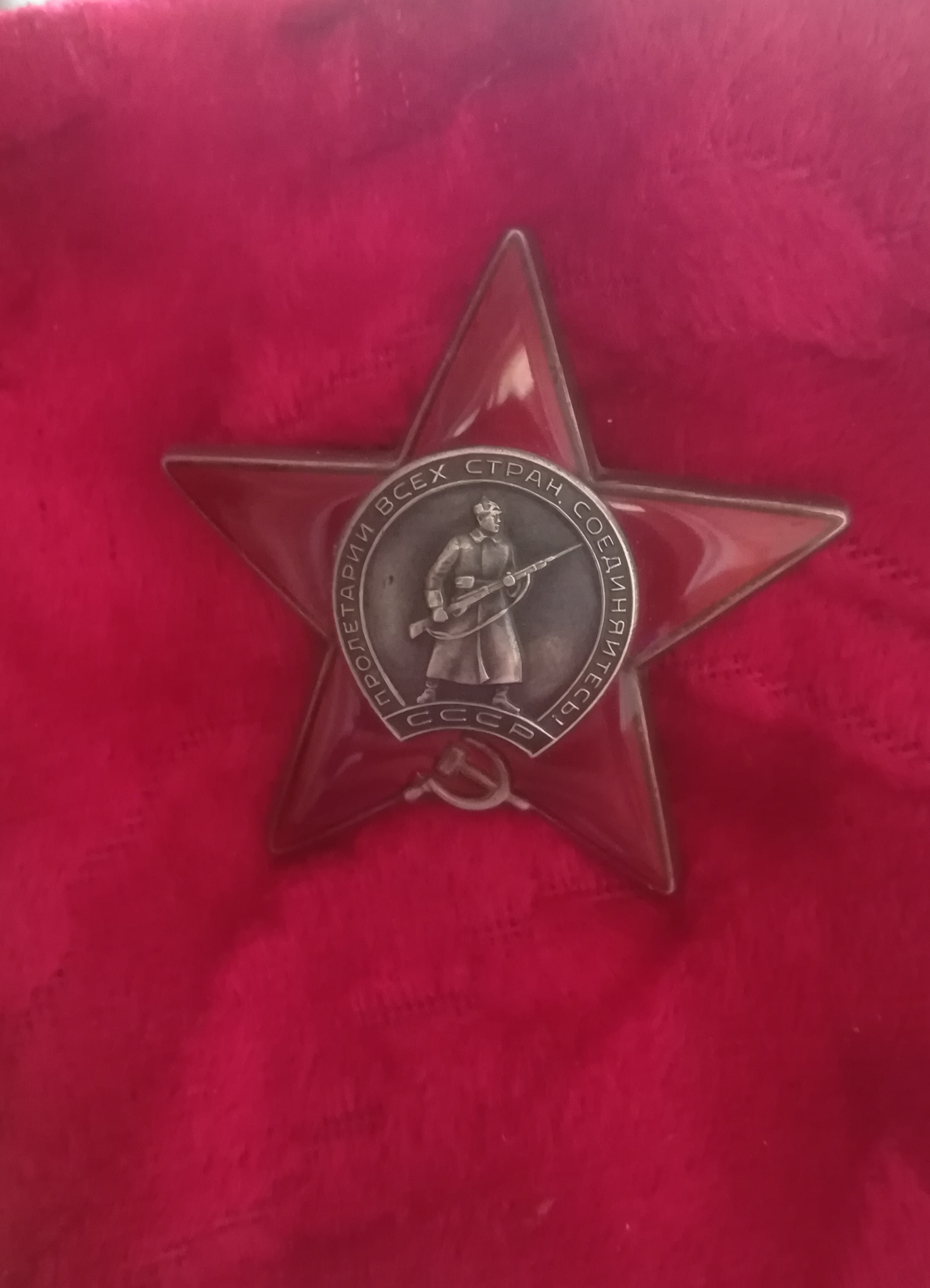
Ordem da Estrela Vermelha recebida postumamente por Mayil Gadimov.

## Família
A família tinha 6 filhos: 4 irmãos e 2 irmãs. Mayil foi escolhido entre seus pares por sua bravura e patriotismo desde tenra idade; ele viveu apenas 20 anos e não iniciou uma vida familiar. Nesses 20 anos, conquistou o amor e o respeito de todos que o conheceram e, após sua morte, tornou-se motivo de honra e orgulho para eles. Antes que sua família pudesse se acostumar com sua ausência, ela perdeu outro filho: seis anos após a morte de Mayil, em 12 de dezembro de 1988, seu irmão Ahliman Gadimov morreu. Após este incidente, sua família teve dias mais difíceis e tristes. Depois de algum tempo, os pais de Mayil também morreram.

## Funeral
O corpo de Mayil Gadimov foi trazido da Geórgia para o Azerbaijão e enterrado no distrito da Tartária, onde nasceu e cresceu, em 6 de dezembro de 1982. Representantes do distrito, amigos da escola e professores participaram da cerimônia fúnebre. Após a cerimônia, muitos eventos foram realizados para perpetuar a memória deste mártir local na escola onde ele estudou.

## Ligação externa
- República do Azerbaijão Arquivado em 2020-07-11 no Wayback Machine (em azeri)